# 청송 심씨
청송 심씨(靑松沈氏)는 경상북도 청송군을 본관으로 하는 한국의 성씨이다.

## 역사
시조 심홍부(沈洪孚)는 고려 충렬왕 때 문림랑(文林郞)으로 위위시승(衛尉寺丞)을 역임했다.
4세 심덕부(沈德符)가 고려 우왕 때 왜구토벌에 공을 세워 문하찬성사(門下贊成事)로서 청성부원군(靑城府院君)에 봉해졌고, 조선이 개국되자 회군공신(回軍功臣) 1등에 추록되었으며, 1399년 좌정승(左政丞)에 이르렀다. 반면 심덕부의 아우 심원부(沈元符)는 고려 말에 전리판서(典理判書)에 이르렀으나 고려의 국운이 다하자 새 왕조의 벼슬을 거부하고 두문동에 들어가 절의를 지켰다.
심덕부의 아들 7형제 대에서 가세가 크게 융성하였는데, 다섯째 아들 심온(沈溫)이 세종의 국구(國舅)로서 영의정을 지냈고, 여섯째 심종(沈淙)은 태조(太祖)의 부마로 청원군(靑原君)에 봉해졌다. 
심온(沈溫)의 둘째 아들 심회(沈澮)도 세조 때 영의정(領議政)을 역임하였다. 심회(沈澮)의 증손인 심연원(沈連源)도 명종 때 영의정에 오르고, 청천부원군(靑川府院君)에 진봉되었다.
심연원(沈連源)의 아들 심강(沈鋼)도 명종의 국구(國舅)로서 청릉부원군(靑陵府院君)에 봉해졌다. 심강(沈鋼)의 손자 심열(沈悅)은 인조 때 영의정에 올랐다.
심열(沈悅)의 현손 심호(沈浩)도 경종의 국구(國舅)로서 청은부원군(靑恩府院君)에 봉해졌다. 

## 인물
- 심덕부(沈德符) : 고려 우왕 때 예의판서 · 서해도원수 · 문하찬성사 · 서경도원수, 창왕 때 판삼사사, 공양왕 때 문하시중 · 문하좌시중, 조선 태조 때 판문하부사 · 영삼사사, 조선 정종 때 문하좌정승
- 심원부(沈元符) : 고려 공양왕 때 전리판서(典理判書), 고려 충신 두문동칠십이현(杜門洞七十二賢)
- 심징(沈澄) : 조선 세종 때 경창부윤(慶昌府尹)
- 심온((沈溫) : 조선 태종 때 형조판서 · 호조판서 · 공조판서 · 이조판서(吏曹判書), 조선 세종 때 세종의 국구 청천부원군(靑川府院君) · 영의정(領議政)
- 심종(沈悰) : 조선 태조의 부마 청원후(靑原侯) · 청원군(淸原君), 조선 태종 때 경상도 절도사(慶尙道 節度使)
- 심정 : 조선 태종 때 의흥삼군부 좌군 동지총제 · 조선 세종 때 의흥삼군부 중군 동지총제
- 심회 : 조선 세조 때 공조판서(工曹判書) · 영의정(領議政), 조선 예종 때 영중추부사(領中樞府事), 조선 성종 때 좌의정(左議政)
- 심결 : 조선 세조 때 공조판서(工曹判書) · 영중추부사(領中樞府事), 조선 성종 때 판중추부사(行判中樞府事) · 판돈녕부사(判敦寧府事)
- 심선(沈璿) : 조선 세조 때 예조참판(禮曹參判) · 경기도 관찰사(京畿道觀察使) · 황해도 관찰사(黃海道觀察使)
- 심안의(沈安義) : 조선 세종의 부마 청성위(靑城尉), 조선 세조 때 오위도총부 도총관(五衛都摠府 都摠管), 조선 성종 때 광덕의빈부 의빈(廣德儀賓府 儀賓)
- 심순경(沈順徑) : 조선 중종 때 중종반정 2등공신 · 충청도 수군절도사 · 경상도 병마절도사 · 한성부 좌윤 · 포도대장(捕盜大將)
- 심연원(沈連源) : 조선 명종 때 호조판서(戶曹判書) · 병조판서(兵曹判書) · 예조판서(禮曹判書) · 영의정(領議政)
- 심통원(沈通源) : 조선 명종 때 공조판서(工曹判書) · 예조판서(禮曹判書) · 이조판서(吏曹判書) · 좌의정(左議政)
- 심강(沈鋼) : 조선 명종 때 명종의 국구 청릉부원군(靑陵府院君) · 영돈녕부사(領敦寧府事)
- 심광언(沈光彦) : 조선 명종 때 형조판서(刑曹判書) · 공조판서(工曹判書) · 호조판서(戶曹判書)
- 심의겸(沈義謙) : 서인(西人)의 초대 영수, 조선 선조 때 병조판서(兵曹判書)
- 심충겸(沈忠謙) : 조선 선조 때 병조판서(兵曹判書)
- 심희수(沈喜壽) : 조선 선조 때 청백리(淸白吏) · 형조판서 · 공조판서 · 호조판서 · 예조판서 · 이조판서(吏曹判書) · 대제학(大提學) · 좌의정(左議政), 조선 광해군 때 우의정(右議政)
- 심열(沈悅) : 조선 광해군 때 예조판서(禮曹判書) · 형조판서(刑曹判書) , 조선 인조 때 호조판서(戶曹判書) · 형조판서(刑曹判書) · 공조판서(工曹判書) · 영의정(領議政)
- 심기원(沈器遠) : 조선 인조 때 인조반정 1등공신 · 공조판서(工曹判書) · 제도 도원수(諸道都元帥, 팔도 도원수) · 수어사(守禦使) · 병조판서(兵曹判書) · 좌의정(左議政)
- 심집(沈諿) : 조선 인조 때 형조판서(刑曹判書) · 예조판서(禮曹判書)
- 심액(沈詻) : 조선 인조 때 형조판서(刑曹判書) · 예조판서(禮曹判書) · 이조판서(吏曹判書), 조선 효종 때 예조판서(禮曹判書) · 이조판서(吏曹判書) · 공조판서(工曹判書)
- 심지원(沈之源) : 조선 효종 때 형조판서(刑曹判書) · 이조판서(吏曹判書) · 훈련도감 도제조 · 영의정(領議政), 조선 현종 때 좌의정(左議政)
- 심익현(沈益顯) : 조선 효종의 부마 청평도위(靑平都尉), 조선 효종 때 오위도총부 도총관(五衛都摠府 都摠管), 조선 현종 때 광덕의빈부 의빈(廣德儀賓府 儀賓)
- 심광수(沈光洙) : 조선 효종 때 남인 산림(山林)
- 심재(沈梓) : 조선 숙종 때 공조판서(工曹判書) · 이조판서(吏曹判書)
- 심호(沈浩) : 조선 경종의 국구 청은부원군(靑恩府院君)
- 심단(沈檀) : 조선 숙종 때 병조참판(兵曹參判) · 지중추부사, 조선 경종 때 이조판서 · 예조판서 · 형조판서, 조선 영조 때 공조판서 · 형조판서 · 봉조하(奉朝賀)
- 심수현(沈壽賢) : 조선 숙종 때 충청도 관찰사(忠淸道觀察使), 조선 경종 때 공조판서(工曹判書), 조선 영조 때 준소(峻少)의 영수 · 병조판서(兵曹判書) 겸 금위대장(禁衛大將) · 영의정(領議政)
- 심육(沈錥) : 조선 영조 때 소론 산림(山林)
- 심택현(沈宅賢) : 조선 영조 때 이조판서(吏曹判書) · 공조판서(工曹判書) · 형조판서(刑曹判書) · 예조판서(禮曹判書)
- 심각(沈殼) : 조선 영조 때 예조판서(禮曹判書) · 판중추부사(判中樞府事), 조선 정조 때 지중추부사(知中樞府事)
- 심성진(沈星鎭) : 조선 영조 때 예조판서(禮曹判書) · 공조판서(工曹判書)
- 심사정(沈師正) : 조선 영조 때 문인화가(文人畵家)
- 심능건(沈能建) : 조선 영조의 부마 청성위(靑城尉), 조선 순조 때 종척집사(宗戚執事)
- 심수(沈鏽) : 조선 영조 때 형조판서(刑曹判書) · 이조판서(吏曹判書) · 병조판서(兵曹判書) · 예조판서(禮曹判書) · 호조판서(戶曹判書)
- 심풍지(沈豊之) : 조선 정조 때 예조판서(禮曹判書) · 공조판서(工曹判書)
- 심이지(沈頤之) : 조선 정조 때 형조판서(刑曹判書) · 호조판서(戶曹判書) · 수어사(守禦使) · 공조판서(工曹判書)
- 심환지(沈煥之) : 노론 벽파(僻派)의 영수, 조선 정조 때 병조판서 · 예조판서 · 형조판서 · 이조판서 · 좌의정(左議政), 조선 순조 때 영의정(領議政)
- 심능악(沈能岳) : 조선 순조 때 공조판서(工曹判書) · 이조판서(吏曹判書) · 예조판서(禮曹判書) · 병조판서(兵曹判書), 조선 헌종 때 병조판서(兵曹判書) · 이조판서(吏曹判書)
- 심상규(沈象奎) : 조선 정조의 초계문신(抄啓文臣), 조선 순조 때 노론 시파(時派)의 영수 · 대제학(大提學) · 육조판서 · 수어사(守禦使) · 영의정(領議政), 조선 헌종 때 영의정(領議政)
- 심대윤(沈大允) : 조선 후기 실학자
- 심정훈(沈正熏) : 조선 후기 실학자
- 심의신(沈宜臣) : 조선 헌종 때 청백리(淸白吏) · 이조참판(吏曹參判)
- 심낙신(沈樂臣) : 조선 철종 때 포도대장(捕盜大將) · 어영대장(御營大將) · 총융사(摠戎使) · 삼도수군통제사(三道水軍統制使)
- 심의면(沈宜冕) : 조선 철종 때 형조판서(刑曹判書)
- 심이택(沈履澤) : 조선 철종 때 의주부윤(義州府尹), 조선 고종 때 공조판서 · 이조판서 · 예조판서 · 형조판서 · 호조판서 · 판돈녕부사 · 내무독판(內務督辦)
- 심순택(沈舜澤) : 조선 고종 때 온건개화파(穩健開化派)의 영수, 형조판서 · 예조판서 · 이조판서 · 병조판서 · 친군영 도제조 · 영의정(領議政) · 총리대신(總理大臣) · 대한제국 초대 의정대신(議政大臣) · 공작(公爵)
- 심상훈(沈相熏) : 조선 고종 때 공조판서 · 이조판서 · 형조판서, 대한제국 초대 탁지부 대신(度支部 大臣), 양지아문 • 철도원 • 혜민원 • 중앙은행 • 표훈원 총재(總裁), 군부대신(軍部大臣), 내부대신(內部大臣), 참정대신(參政大臣)
- 심상학(沈相學) : 조선 고종 때 일본 문물 시찰 신사유람단의 일원, 협판내무부사(協辦內務府事), 영국 • 독일 • 러시아 • 프랑스 • 벨기에 5개국의 전권 대신(全權大臣)
- 심동신(沈東臣) : 조선 고종 때 대사헌(大司憲)
- 심성지(沈誠之) : 구한말의 항일의병장으로, 조선 고종 때 돈녕부 도정을 지냈으며, 1896년 을미의병 때에는 청송의진(靑松義陣)의 의병대장이 되어 항일의병활동을 벌였다.
- 심호택(沈琥澤) : 조선 영조 때 만석의 부를 누린 심처대(沈處大)의 7대손으로 그의 아들 대까지 9대에 걸쳐 무려 250여년간 만석의 부를 누렸다. 청송 심부자는 조선시대 12대 만석꾼인 경주 최부자와 함께 영남의 대부호로 한때 전국적인 명성을 떨쳤던 대표적인 집안이다. 조선 고종 때 송소고택(松韶古宅)을 건립하였으며 내부주사(內部主事)를 지냈다.
- 심상한(沈相漢) : 조선 고종 때 동부승지 · 병조참의 · 이조참의 · 대사성, 대한제국 고종 때 비서승(秘書丞) · 봉상사장(奉常司長) · 봉상사 제조(奉常司提調) · 사직서 제조(社稷署提調), 대한제국 순종 때 사직서 전사(社稷署典祀)
- 심상만(沈相萬) : 조선 고종 때 동부승지 · 이조참의 · 대사성 · 비서승 겸 장례(秘書丞 兼 掌禮) · 시종원 시종(侍從院 侍從), 대한제국 고종 때 태복사장(太僕司長) · 경모궁 제조(景慕宮提調) · 경효전 제조(景孝殿提調) · 영희전 제조(永禧殿提調) · 종묘서 제조(宗廟署提調) · 봉상사 제조(奉常司提調) · 장례원 소경(掌隷院少卿) · 홍릉 제조(洪陵提調) · 기로소 비서장(耆老所祕書長)
- 심상찬(沈相瓚) : 조선 고종 때 대사성 · 마지막 이조참의, 대한제국 고종 때 봉상사 제조(奉常司 提調) · 중추원 1등의관(中樞院 一等議官)
- 심상황(沈相璜) : 대한제국 고종 때 비서승 겸 장례(秘書丞 兼 掌禮) · 장례원 소경(掌隷院少卿) · 경효전 제조(景孝殿提調) · 특명전권공사(特命全權公使) · 내장원 감독(內藏院 監督) · 규장각 제학(奎章閣提學)
- 심건택(沈健澤) : 대한제국 고종 때 충청남도 관찰사(忠淸南道觀察使) · 비서원승(祕書院承) · 봉상사 제조(奉常司提調) · 중추원 찬의(中樞院贊議) · 지돈녕사사(知敦寧司事)
- 심상익(沈相翊) : 대한제국 고종 때 내부참서관(內部參書官) · 중추원 의관(中樞院議官) · 내부 지방국장(內部地方局長) · 영친왕부 찬위(英親王府贊尉) · 동지돈녕원사(同知敦寧院事) · 법부협판(法部協辦) · 비서감승(秘書監丞) · 시종원 부경(侍從院副卿) · 봉상사 제조(奉常司提調) · 전라남도 관찰사(全羅南道觀察使) · 내부협판(內部協辦) · 중추원 찬의(中樞院贊議)

## 분파
경파인 심덕부는 조선 개국 후에 좌정승을 지내고 그의 후손은 대대로 서울에 살면서 벼슬을 지냈으나, 향파인 심원부의 자손들은 고려가 망하자 새 왕조의 벼슬을 거부하고 두문동(杜門洞)에 들어간 심원부의 유훈을 지켜 대대로 고향에 살면서 벼슬을 멀리하였다. 경(京)파는 심덕부의 아들 7형제에서 도총제공파(都摠制公派)·판사공파(判事公派)·성주지사공파(成州知事公派)·인수부윤공파(仁壽府尹公派)·안효공파(安孝公派)·청원군파(靑原君派)·동지총공파(同知摠公派)의 7파로 갈라진다. 그 중에서도 넷째 집인 인수부윤공파와, 다섯째 집인 안효공파가 번성하여 굵직한 벼슬을 도맡아 했다.
- 도총제공파(都摠制公派) - 심인봉
- 판사공파(判事公派) - 심의구
- 성주지사공파(成州知事公派) - 심계년
- 인수부윤공파(仁壽府尹公派) - 심징
- 안효공파(安孝公派) - 심온
- 청원군파(靑原君派) - 심종
- 동지총공파(同知摠公派) - 심정
- 영동정공파(令同正公派) - 심천윤
- 현령공파(縣令公派) - 심천주
- 정랑공파(正郞公派) - 심덕귀
- 목사공파(牧使公派) - 심춘우
- 감찰공파(監察公派) - 심언룡
- 부위공파(副尉公派) - 심언충
- 효창공파(曉窓公派) - 심봉원

## 항렬자
- 대동항렬(시조로 1세)

| 19세     | 20세   | 21세   | 22세     | 23세   | 24세     | 25세   | 26세     | 27세   | 28세     | 29세   | 30세     | 31세   | 32세     | 33세   | 34세     | 35세   | 36세     | 37세   | 38세     | 39세   | 40세     | 41세   | 42세     | 43세   | 44세     | 45세     |
| -------- | ------ | ------ | -------- | ------ | -------- | ------ | -------- | ------ | -------- | ------ | -------- | ------ | -------- | ------ | -------- | ------ | -------- | ------ | -------- | ------ | -------- | ------ | -------- | ------ | -------- | -------- |
| 口지(之) | 능(能) | 의(宜) | 口택(澤) | 상(相) | 口섭(燮) | 재(載) | 口보(輔) | 규(揆) | 口용(用) | 영(寧) | 口기(起) | 장(章) | 口후(厚) | 양(亮) | 口남(南) | 무(茂) | 口용(鎔) | 한(漢) | 口근(根) | 형(炯) | 口균(均) | 진(鎭) | 口순(淳) | 동(東) | 口병(炳) | 口곤(坤) |

- 인수부윤공파(시조로 1세)

| 19세     | 20세   | 21세   | 22세   | 23세   | 24세     | 25세     | 26세   | 27세   | 28세     | 29세   | 30세     | 31세   | 32세     | 33세     | 34세   | 35세     | 36세   | 37세     | 38세   | 39세     | 40세   | 41세     | 42세   | 43세     | 44세   | 45세     |
| -------- | ------ | ------ | ------ | ------ | -------- | -------- | ------ | ------ | -------- | ------ | -------- | ------ | -------- | -------- | ------ | -------- | ------ | -------- | ------ | -------- | ------ | -------- | ------ | -------- | ------ | -------- |
| 口영(永) | 낙(樂) | 노(魯) | 원(遠) | 종(鍾) | 口구(求) | 口식(植) | 우(愚) | 기(基) | 口석(錫) | 태(泰) | 口수(秀) | 병(丙) | 口균(均) | 口용(鎔) | 진(震) | 口동(東) | 영(寧) | 口기(起) | 용(鏞) | 口한(漢) | 상(相) | 口희(熙) | 재(在) | 口찬(鑽) | 승(承) | 口근(根) |

- 안효공후 효창공파(시조로 1세)

| 19세   | 20세   | 21세   | 22세   | 23세     | 24세     | 25세     | 26세     | 27세   | 28세   | 29세     | 30세     | 31세   | 32세   | 33세     | 34세     | 35세   | 36세   | 37세     | 38세     | 39세   | 40세   | 41세     | 42세     | 43세   | 44세   | 45세     |
| ------ | ------ | ------ | ------ | -------- | -------- | -------- | -------- | ------ | ------ | -------- | -------- | ------ | ------ | -------- | -------- | ------ | ------ | -------- | -------- | ------ | ------ | -------- | -------- | ------ | ------ | -------- |
| 계(啓) | 학(學) | 우(雨) | 승(承) | 口래(來) | 口섭(燮) | 口규(圭) | 口호(鎬) | 영(永) | 정(楨) | 口열(烈) | 口기(基) | 석(錫) | 해(海) | 口식(植) | 口연(然) | 중(重) | 종(鍾) | 口호(浩) | 口모(模) | 형(炯) | 의(義) | 口용(鏞) | 口준(浚) | 동(東) | 병(炳) | 口배(培) |

## 조선 왕실과의 인척관계
- 세종왕비 소헌왕후
- 성종후궁 숙용 심씨
- 명종왕비 인순왕후
- 경종왕비 단의왕후
- 영산군(성종의 서자)정비 금릉군부인 청송 심씨
- 경선공주(태조의 차녀)의 남편(부마) 청원군 심종
- 정안옹주(세종의 서녀)의 남편(부마) 청성위 심안의
- 숙명공주(효종의 삼녀)의 남편(부마) 청평도위 심익현
- 화령옹주(영조의 서녀)의 남편(부마) 청성위 심능건
- 수춘군(세종의 서자)의 사위이자 영산군(성종의 서자)의 장인 심순로
- 봉성군(중종의 서자)의 사위 심충겸
- 경창군(선조의 서자)의 사위 심약하
- 정신옹주(선조의 서녀)의 사위 심항
- 순조의 장모 청양부부인(靑陽府夫人) 청송 심씨 - 순조 국구 영안부원군(永安府院君) 김조순의 부인, 순조왕비 순원왕후의 어머니
- 광주의 왕 심은규

## 가승
심온은 당시 세종의 장인이었는데 1418년 태종이 선위하여 세종이 즉위하자 영의정으로서 사은사가 되어 명나라에 갔다. 이때 심온의 아우 의흥삼군부 도총제/동지총제 심정이 병조판서 박습과 상왕(이방원)의 권한인 군사이동을 임의로 처리한 것에 불만을 품은 병조좌랑 안현오가 밀고하자, 태종은 이들과 함께 병조판서 박습 등을 참수하게 했다. 심온은 그 수괴로 지목되어 귀국 도중 의주에서 체포된 뒤 의금부로 압송되어 국문을 받고 유배지 수원에서 사사됐다. 그러나 이 사건은 심온의 세력이 커지는 것을 걱정한 태종과 좌의정 박은이 무고한 것으로 밝혀졌다. 전후사정을 들은 심온이 죽으면서 "이후로 우리 집안에서는 박씨 가문과 혼인하지 말라"는 유훈을 남겼다.
태종의 왕비 민씨의 동생 2명을 사사시킨 전력이 있는 이방원이 훗날 아들 세종의 외척인 심온의 세력이 커질것을 우려한 것과 거기에 동조한 박은으로 인해 발생한 사건이었다.

## 같이 보기
- 삼척 심씨
- 부유 심씨
- 풍산 심씨